# أحميدة زناسي
أحميدة زناسي (10 يوليو 1993 بالغزوات في الجزائر - ) هو لاعب كرة قدم جزائري في مركز الوسط.

## روابط خارجية
- أحميدة زناسي على موقع قاعدة بيانات كرة القدم.إي يو (الإنجليزية)
- أحميدة زناسي على موقع Soccerway.com (الإنجليزية)